# Palirisa roseitincta
Palirisa roseitincta är en fjärilsart som beskrevs av Clayton Dissinger Mell 1937. Palirisa roseitincta ingår i släktet Palirisa och familjen Eupterotidae. Inga underarter finns listade i Catalogue of Life.